# Адыгейский сыр
Адыгейский сыр, также черкесский сыр (адыг. Матэкъуае: матэ «корзина», къуае «сыр») — национальное блюдо черкесской кухни, готовящееся только из коровьего молока.
Наименование «адыгейский сыр» закрепилось от названия Республики Адыгея, черкесское население которой массово производит этот сыр, в том числе и на продажу.
Брендом «Адыгейский сыр» он стал в 1980 году, когда началось его массовое промышленное производство. В это время о нём публикуется статья в журнале «Молочная промышленность» за 1980 год: «Настоящий адыгейский сыр пахнет свежим молоком и полевыми цветами, относится к диетическим продуктам питания и обладает высокой пищевой ценностью». «Адыгейский сыр» поставлялся на летние Олимпийские игры 1980 года; для этого красочная упаковка для него была заказана в Финляндии.
Ежегодно министерством сельского хозяйства Республики Адыгея в городе Майкоп проводится фестиваль-конкурс «Адыгейского сыра». На фестивале-конкурсе производители сыра представлены не только на ярмарке, но и на своеобразных этнических подворьях, где гостей кормят и поят, показывают как делается сыр, представляют способы повседневного употребления адыгейского сыра.

## Техническая информация
Это мягкий сыр, обладающий кисломолочным вкусом и нежной консистенцией. Относится к группе мягких сыров без созревания. Его вырабатывают двух видов: свежий и копчёный. Он является родственным таким сырам, как брынза, фета, моцарелла, рикотта, маскарпоне и др., но, в отличие от них, проходит пастеризацию при высокой температуре. Сыр вырабатывают из пастеризованного молока с использованием кисломолочной сыворотки для осаждения белков молока. По внешнему виду сыр представляет собой низкий цилиндр со слегка выпуклыми боковыми поверхностями и округлёнными гранями, верхняя и нижняя поверхности могут быть выпуклыми.

### Органолептические свойства
Вкус сыра — чистый, кисломолочный, пряный, с выраженным вкусом и запахом пастеризации, с лёгким привкусом сывороточных белков, в меру солёный. Консистенция — нежная, в меру плотная. Допускается слегка крошащаяся. Цвет — от белого до светло-жёлтого. Допускаются отдельные кремовые пятна. Внешний вид: корка отсутствует, на поверхности допускается лёгкая слоистость и наличие небольших щелевидных пустот.

### Пищевая ценность
Готовится из пастеризованного молока, с использованием молочной сыворотки, поваренной пищевой соли. Адыгейский сыр относится к диетическим продуктам питания и обладает высокой пищевой ценностью по количественному составу основных веществ. Массовая доля жира в сухом веществе — 40 %. Пищевая ценность (содержание в 100 г продукта): жира — 16,0 г, белка — 19,0 г, углеводов — 1,5 г, энергетическая ценность — 226 ккал. На долю белков приходится половина сухого вещества сыра, в белках обнаружены все незаменимые аминокислоты. 100 граммов сыра удовлетворяют суточную потребности организма человека в белках на 27 %, в незаменимых аминокислотах — 35 %, и в полиненасыщенных жирных кислотах — 88 %, что свидетельствует о высокой биологической ценности сыра.
Адыгейский сыр богат следующими витаминами и минералами (в процентах дневной нормы на 100 г): витамином А — 24,7 %, витамином B2 — 16,7 %, витамином B3 — 24 %, витамином B6 — 10 %, витамином B9 — 9,8 %, витамином B12 — 20 %, витамином H — 8,4 %, витамином PP — 28,5 %, кальцием — 52 %, магнием — 6,3 %, натрием — 36,2 %, фосфором — 45 %, цинком — 29,2 %, медью — 6 %.

### Технология производства
Молоко нагревают до 95 °C, затем постепенно вводят кисломолочную сыворотку, после чего молоко сворачивается. Через пять минут молочные сгустки собирают в плетёные ивовые корзины. Они оставляют на сырных боках красивый кружевной узор. Затем содержимое корзин переворачивают и таким образом формируют сырную головку. В конце сыр посыпают солью. Такой способ приготовления одновременно обеззараживает продукт и сохраняет все лучшие качества молочного продукта.
В результате получаются невысокие сырные цилиндры, массой не более 1,5 кг, с закруглёнными краями и выпуклой поверхностью. Внешняя сторона «головки» имеет чёткие отпечатки рисунка ивовой корзины, с помощью которой происходила формовка. Сырная головка может быть разнообразных кремовых оттенков, цвет зависит от качества исходного сырья. Сырный цилиндр должен быть упругим при нажатии, а внутри — мягким. Аромат и вкус адыгейского сыра напоминают вкус и аромат превосходного топлёного молока, допускается чуть кисловатый привкус. Не допускается никаких неприятных вкусовых ощущений и запахов.

## Блюда из адыгейского сыра
Адыгейский сыр широко используется в кулинарии. Его едят сам по себе, со сливочным маслом, делают разнообразные закуски и овощные салаты. Из него готовят супы, сырные массы, сырники, различные запеканки, начинки для пирогов, пирожков, вареников, хачапури. Сочетается с зеленью, овощами, макаронными изделиями, фруктами. Из адыгейского сыра, измельченного в блендере, сметаны, кинзы или другой зелени делают соус. Адыгейский сыр можно жарить в сливочном масле.

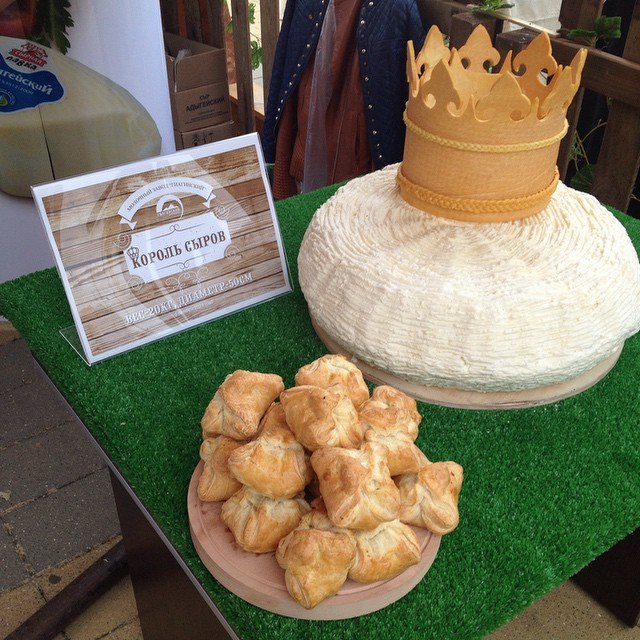
«Король сыров» — головка адыгейского сыра массой 20 кг диаметром 50 см, представленная на «Фестивале адыгейского сыра» в 2014 году Гиагинским молочным заводом

## Производство
Адыгейский сыр производит большое число заводов не только на территории России, но и Украины и Белоруссии. Наименование «Адыгейский сыр» вправе использовать предприятия, находящиеся только на территории Республики Адыгея, что закреплено свидетельством на право пользования наименованием места происхождения товара № 74/2 (от 11 сентября 2009 года), выданным Федеральной службой интеллектуальной собственности, патентам и товарным знакам. «Адыгейский сыр», изготовленный за пределами Республики Адыгея, считается контрафактной продукцией.
В республике Адыгея действуют 8 крупных и средних сыроваренных производств, 20 индивидуальных предпринимателей, занимающихся производством сыра. Всего в республике ежегодно производится более 6 тысяч тонн сыра, из них 50 % — адыгейского. Наиболее крупные производители — такие, как Гиагинский Молочный завод, ЗАО Молочный комбинат «Адыгейский», ООО Молочный завод «Тамбовский», ЗАО Молочный завод «Шовгеновский».